# Furdjel Narsingh
Furdjel Narsingh (* 13. března 1988, Amsterdam, Nizozemsko) je nizozemský fotbalový útočník, který v současné době působí v klubu SC Cambuur. Hraje na pravém křídle.
Jeho bratrem je fotbalista Luciano Narsingh.

## Klubová kariéra
V Nizozemsku nejprve působil v AVV Zeeburgia a AFC Ajax, kde hrával v mládežnických týmech. Od ledna 2006 byl hráčem AZ Alkmaar, odkud odešel hostovat do FC Volendam a následně do SC Telstar.
V červenci 2011 odešel do PEC Zwolle. S PEC vyhrál v sezoně 2011/12 nizozemskou druhou ligu Eerste Divisie, což znamenalo přímý postup do Eredivisie.
V sezoně 2013/14 vyhrál s PEC nizozemský fotbalový pohár (KNVB beker), první v historii klubu. Finále proti Ajaxu Amsterdam skončilo poměrem 5:1.